# Kvalifikace na Mistrovství Evropy ve fotbale 2024 – skupina F
Skupina F kvalifikace na mistrovství Evropy ve fotbale 2024 byla jednou z 10 kvalifikačních skupin na tento šampionát. Přímý postup na závěrečný turnaj si zajistily první 2 týmy. Na rozdíl od předchozích evropských kvalifikací do baráže nepostoupily týmy na základě pořadí v kvalifikační skupině, ale podle konečného žebříčku v jednotlivých skupinách (ligách A–D) Ligy národů UEFA 2022/2023.

## Výsledky
| Legenda                                                                         |
| ------------------------------------------------------------------------------- |
| Vítěz skupiny a druhý v pořadí postupující přímo na šampionát                   |
| Týmy postupující do baráže o účast na šampionátu                                |
| V křížové tabulce vpravo je domácí tým v levém sloupci, hostující v horní řadě. |

### Tabulka
| Tým         | Z | V | R | P | VG | IG | +/- | B  |
| ----------- | - | - | - | - | -- | -- | --- | -- |
| Belgie      | 8 | 6 | 2 | 0 | 22 | 4  | +18 | 20 |
| Rakousko    | 8 | 6 | 1 | 1 | 17 | 7  | +10 | 19 |
| Švédsko     | 8 | 3 | 1 | 4 | 14 | 12 | +2  | 10 |
| Ázerbájdžán | 8 | 2 | 1 | 5 | 7  | 17 | -10 | 7  |
| Estonsko    | 8 | 0 | 1 | 7 | 2  | 22 | -20 | 1  |

|             | Belgie | Rakousko | Švédsko | Ázerbájdžán | Estonsko |
| ----------- | ------ | -------- | ------- | ----------- | -------- |
| Belgie      | —      | 1:1      | 1:1     | 5:0         | 5:0      |
| Rakousko    | 2:3    | —        | 2:0     | 4:1         | 2:1      |
| Švédsko     | 0:3    | 1:3      | —       | 5:0         | 2:0      |
| Ázerbájdžán | 0:1    | 0:1      | 0:3     | —           | 1:1      |
| Estonsko    | 0:3    | 0:2      | 0:5     | 0:2         | —        |

1. ↑  Zápas Belgie - Švédsko byl přerušen v poločase za stavu 1:1 poté, co byli před zápasem při teroristické střelbě v Bruselu zabiti dva švédští fanoušci; výsledek byl později potvrzen jako konečný.

## Zápasy
Zápasy byly potvrzeny UEFOU 10. října 2022, den po losu skupin. Časy jsou uvedeny v SEČ a SELČ (lokální časy, pokud jsou odlišné, v závorkách).
| 24. března 2023 20:45                             |        |              |                                                                     |
| Rakousko                                          | 4 : 1  | Ázerbájdžán  | Raiffeisen Arena, Linec diváci: 16 500 rozhodčí: Bartosz Frankowski |
| Sabitzer 28', 50' Gregoritsch 29' Baumgartner 69' | Zpráva | 64' Mahmudov | Raiffeisen Arena, Linec diváci: 16 500 rozhodčí: Bartosz Frankowski |

| 24. března 2023 20:45 |        |                      |                                                             |
| Švédsko               | 0 : 3  | Belgie               | Friends Arena, Solna diváci: 49 296 rozhodčí: Orel Grinfeld |
|                       | Zpráva | 35', 49', 83' Lukaku | Friends Arena, Solna diváci: 49 296 rozhodčí: Orel Grinfeld |

| 27. března 2023 20:45     |        |              |                                                              |
| Rakousko                  | 2 : 1  | Estonsko     | Raiffeisen Arena, Linec diváci: 16 500 rozhodčí: Enea Jorgji |
| Kainz 68' Gregoritsch 88' | Zpráva | 25' Sappinen | Raiffeisen Arena, Linec diváci: 16 500 rozhodčí: Enea Jorgji |

| 27. března 2023 20:45                                                   |        |             |                                                                     |
| Švédsko                                                                 | 5 : 0  | Ázerbájdžán | Friends Arena, Solna diváci: 23 674 rozhodčí: Stéphanie Frappartová |
| Forsberg 38' Mustafazade 65' (vl.) Gyökeres 79' Karlsson 88' Elanga 89' | Zpráva |             | Friends Arena, Solna diváci: 23 674 rozhodčí: Stéphanie Frappartová |

| 17. června 2023 18:00 (20:00 UTC+4) |        |              |                                                        |
| Ázerbájdžán                         | 1 : 1  | Estonsko     | Dalga Arena, Baku diváci: 3 900 rozhodčí: Ondřej Berka |
| Kryvotsyuk 62'                      | Zpráva | 27' Sappinen | Dalga Arena, Baku diváci: 3 900 rozhodčí: Ondřej Berka |

| 17. června 2023 20:45 |        |                   |                                                                         |
| Belgie                | 1 : 1  | Rakousko          | Stadion krále Baudouina, Brusel diváci: 39 237 rozhodčí: Jérôme Brisard |
| Lukaku 62'            | Zpráva | 21' (vl.) Mangala | Stadion krále Baudouina, Brusel diváci: 39 237 rozhodčí: Jérôme Brisard |

| 20. června 2023 20:45 |        |         |                                                                  |
| Rakousko              | 2 : 0  | Švédsko | Ernst-Happel-Stadion, Vídeň diváci: 46 300 rozhodčí: Marco Guida |
| Baumgartner 81', 89'  | Zpráva |         | Ernst-Happel-Stadion, Vídeň diváci: 46 300 rozhodčí: Marco Guida |

| 20. června 2023 20:45 (21:45 UTC+3) |        |                              |                                                                 |
| Estonsko                            | 0 : 3  | Belgie                       | Lilleküla Stadium, Tallinn diváci: 11 772 rozhodčí: John Beaton |
|                                     | Zpráva | 37', 40' Lukaku 90' Bakayoko | Lilleküla Stadium, Tallinn diváci: 11 772 rozhodčí: John Beaton |

| 9. září 2023 15:00 (17:00 UTC+4) |        |              |                                                           |
| Ázerbájdžán                      | 0 : 1  | Belgie       | Dalga Arena, Baku diváci: 4 500 rozhodčí: Nenad Minaković |
|                                  | Zpráva | 38' Carrasco | Dalga Arena, Baku diváci: 4 500 rozhodčí: Nenad Minaković |

| 9. září 2023 20:45 (21:45 UTC+3) |        |                                                                 |                                                                    |
| Estonsko                         | 0 : 5  | Švédsko                                                         | Lilleküla Stadium, Tallinn diváci: 11 411 rozhodčí: Horațiu Feșnic |
|                                  | Zpráva | 18' Gyökeres 24' Kulusevski 39' Isak 75' Quaison 90+2' Claesson | Lilleküla Stadium, Tallinn diváci: 11 411 rozhodčí: Horațiu Feșnic |

| 12. září 2023 20:45                                         |        |          |                                                                             |
| Belgie                                                      | 5 : 0  | Estonsko | Stadion krále Baudouina, Brusel diváci: 24 127 rozhodčí: Bartosz Frankowski |
| Vertonghen 4' Trossard 18' Lukaku 56', 58' De Ketelaere 88' | Zpráva |          | Stadion krále Baudouina, Brusel diváci: 24 127 rozhodčí: Bartosz Frankowski |

| 12. září 2023 20:45 |        |                                            |                                                                |
| Švédsko             | 1 : 3  | Rakousko                                   | Friends Arena, Solna diváci: 43 228 rozhodčí: Serdar Gözübüyük |
| Holm 90'            | Zpráva | 53' Gregoritsch 56', 69' (pen.) Arnautović | Friends Arena, Solna diváci: 43 228 rozhodčí: Serdar Gözübüyük |

| 13. října 2023 18:00 (19:00 UTC+3) |        |                                    |                                                                    |
| Estonsko                           | 0 : 2  | Ázerbájdžán                        | Lilleküla Stadium, Tallinn diváci: 5 652 rozhodčí: Robert Schröder |
|                                    | Zpráva | 9' Bayramov 45+4' (pen.) Sheydayev | Lilleküla Stadium, Tallinn diváci: 5 652 rozhodčí: Robert Schröder |

| 13. října 2023 20:45           |        |                               |                                                                        |
| Rakousko                       | 2 : 3  | Belgie                        | Ernst-Happel-Stadion, Vídeň diváci: 47 000 rozhodčí: Jesús Gil Manzano |
| Laimer 72' Sabitzer 84' (pen.) | Zpráva | 12', 55' Lukebakio 58' Lukaku | Ernst-Happel-Stadion, Vídeň diváci: 47 000 rozhodčí: Jesús Gil Manzano |

| 16. října 2023 18:00 (20:00 UTC+4) |        |                     |                                                                                            |
| Ázerbájdžán                        | 0 : 1  | Rakousko            | Tofiq Bahramov Republican Stadium, Baku diváci: 4 446 rozhodčí: Aristotelis Diamantopoulos |
|                                    | Zpráva | 48' (pen.) Sabitzer | Tofiq Bahramov Republican Stadium, Baku diváci: 4 446 rozhodčí: Aristotelis Diamantopoulos |

| 16. října 2023 20:45 |        |              |                                                            |
| Belgie               | 1 : 1  | Švédsko      | Stadion krále Baudouina, Brusel rozhodčí: Maurizio Mariani |
| Lukaku 31' (pen.)    | Zpráva | 15' Gyökeres | Stadion krále Baudouina, Brusel rozhodčí: Maurizio Mariani |

| 16. listopadu 2023 18:00 (21:00 UTC+4) |        |         |                                                                                |
| Ázerbájdžán                            | 3 : 0  | Švédsko | Tofiq Bahramov Republican Stadium, Baku diváci: 5 570 rozhodčí: Esther Staubli |
| Mahmudov 3', 89' Dadashov 6'           | Zpráva |         | Tofiq Bahramov Republican Stadium, Baku diváci: 5 570 rozhodčí: Esther Staubli |

| 16. listopadu 2023 18:00 (19:00 UTC+2) |        |                         |                                                                     |
| Estonsko                               | 0 : 2  | Rakousko                | Lilleküla Stadium, Tallinn diváci: 4 488 rozhodčí: Nikola Dabanović |
|                                        | Zpráva | 25' Laimer 39' Lienhart | Lilleküla Stadium, Tallinn diváci: 4 488 rozhodčí: Nikola Dabanović |

| 19. listopadu 2023 18:00               |        |             |                                                                      |
| Belgie                                 | 5 : 0  | Ázerbájdžán | Stadion krále Baudouina, Brusel diváci: 30 276 rozhodčí: Gergő Bogár |
| Lukaku 17', 26', 30', 37' Trossard 90' | Zpráva |             | Stadion krále Baudouina, Brusel diváci: 30 276 rozhodčí: Gergő Bogár |

| 19. listopadu 2023 18:00  |        |          |                                                             |
| Švédsko                   | 2 : 0  | Estonsko | Friends Arena, Solna diváci: 11 201 rozhodčí: Fabio Maresca |
| Claesson 22' Forsberg 55' | Zpráva |          | Friends Arena, Solna diváci: 11 201 rozhodčí: Fabio Maresca |

## Disciplína
Hráč byl automaticky suspendován pro další zápas za následující přečiny:
- Obdržení červené karty (červená karta mohla být udělena pro různé přečiny)
- Obdržení třech žlutých karet ve třech různých zápasech, stejně tak pátá žlutá karta a dvě žluté karty v jednom zápase (suspendace nebyly přenášeny do baráže, závěrečného turnaje a následujících mezinárodních zápasů)

Následující suspendace byly uděleny při následujících kvalifikačních zápasech:
| Tým      | Hráč              | Suspendace                                                                                                | Suspendován pro zápas(y)            |
| -------- | ----------------- | --- | ----------------------------------- |
| Rakousko | Guido Burgstaller | proti Ázerbájdžánu (16. října 2023)                                                                       | proti Estonsku (16. listopadu 2023) |
| Belgie   | Amadou Onana      | proti Rakousku (13. října 2023)                                                                           | proti Švédsku (16. října 2023)      |
| Estonsko | Karol Mets        | proti Ázerbájdžánu (17. června 2023) proti Švédsku (9. září 2023) proti Belgii (12. září 2023)            | proti Ázerbájdžánu (13. října 2023) |
| Estonsko | Mattias Käit      | proti Rakousku (27. března 2023) proti Ázerbájdžánu (17. června 2023) proti Ázerbájdžánu (13. října 2023) | proti Rakousku (16. listopadu 2023) |